# Live in New York City
Live in New York City es un álbum en directo del músico británico John Lennon, preparado bajo la supervisión de Yōko Ono y publicado en 1986 como el segundo álbum en directo oficial de su carrera, después de Live Peace in Toronto 1969.
Grabado el 30 de agosto de 1972 en el Madison Square Garden de Nueva York, John Lennon y Yoko Ono desarrollarían dos conciertos, bautizados como "One to One", para recaudar fondos para The Willowbrook School for Children a petición de Geraldo Rivera, encargado de introducir a Lennon y a Ono al comienzo del concierto.
Live in New York City captura el último concierto de duración de John Lennon, llevado a cabo tras la publicación en 1972 de Some Time in New York City, uno de los álbumes peor valorados por la crítica musical del momento. Apoyando a Lennon y Ono se sitúan Elephant's Memory, banda que también colaboraría en el álbum Some Time in New York City. Aunque en su mayoría interpreta material de sus tres últimos álbumes de estudio (John Lennon/Plastic Ono Band, Imagine y Some Time in New York City), Lennon resucita el tema de The Beatles "Come Together" y versiona el tema de Elvis Presley "Hound Dog", antes de motivar al público a cantar "Give Peace A Chance".
Tras su publicación en 1986, Yoko Ono fue criticada por miembros de Elephant's Memory por usar el primer -y poco convincente- recital en vez del concierto ofrecido de noche. Con la edición del álbum, vería también la luz una edición en video del concierto, editado tanto por Ono como por Lennon en su momento. Aun así, Ono descartaría su participación en el audio para conseguir un álbum técnicamente exclusivo de Lennon. 
Live in New York City alcanzaría el puesto #55 en las listas británicas, mientras en Estados Unidos se alzaría hasta el puesto #41 y sería certificado como disco de oro.

## Lista de canciones
Todas las canciones escritas y compuestas por John Lennon, excepto donde está anotado. 
| N.º | Título                              | Escritor(es)           | Duración |  |
| 1.  | «Power to the People/New York City» |                        | 3:38     |  |
| 2.  | «It's So Hard»                      |                        | 3:18     |  |
| 3.  | «Woman is the Nigger of the World»  | John Lennon y Yoko Ono | 5:30     |  |
| 4.  | «Well Well Well»                    |                        | 3:51     |  |
| 5.  | «Instant Karma!»                    |                        | 3:26     |  |
| 6.  | «Mother»                            |                        | 5:32     |  |
| 7.  | «Come Together»                     | Lennon/McCartney       | 4:21     |  |
| 8.  | «Imagine»                           |                        | 3:17     |  |
| 9.  | «Cold Turkey»                       |                        | 5:29     |  |
| 10. | «Hound Dog»                         | Leiber y Stoller       | 2:58     |  |
| 11. | «Give Peace a Chance»               |                        | 1:10     |  |

## Personal

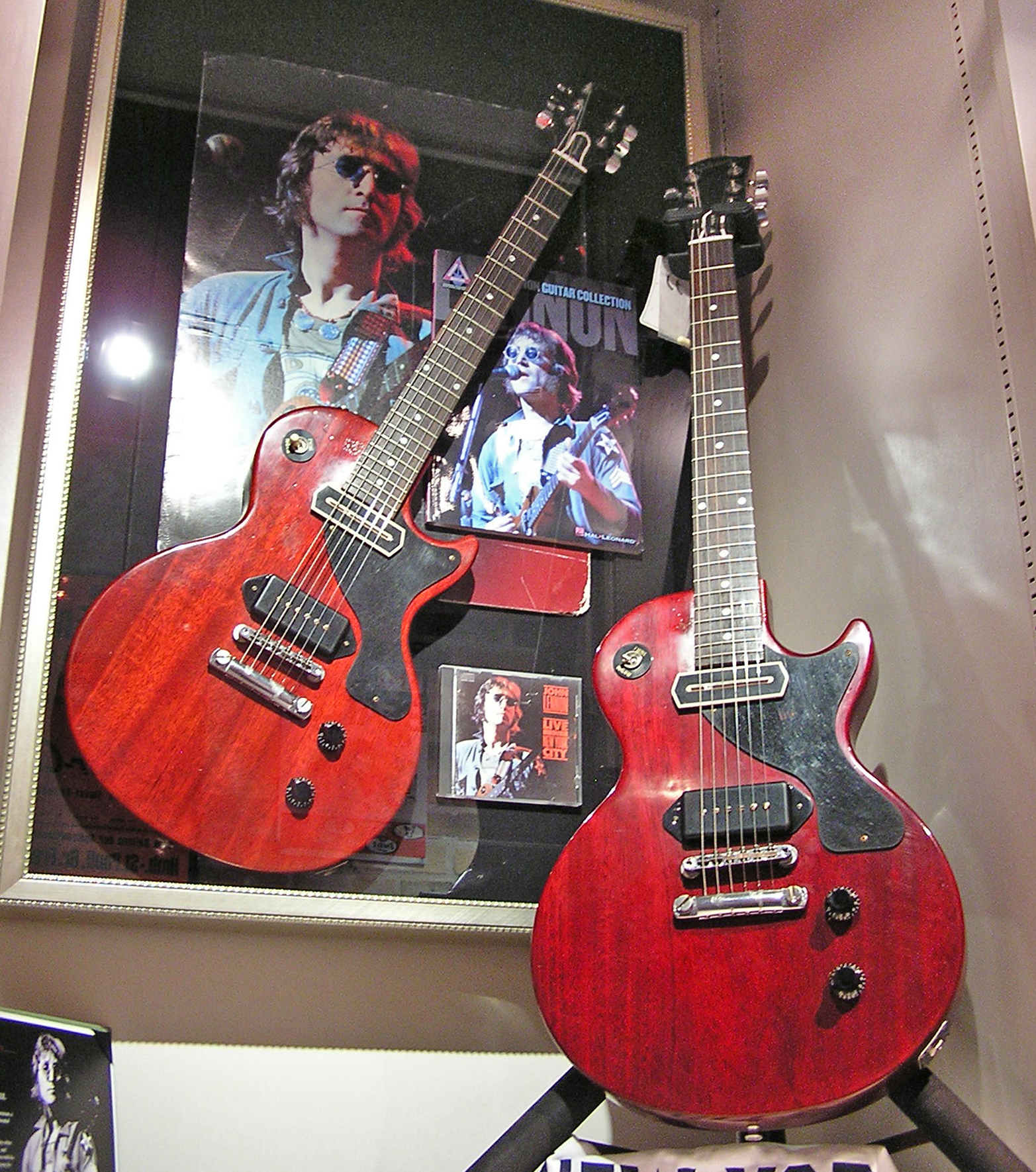
Gibson Les Paul utilizada por Lennon en la grabación del álbum

- John Lennon: voz, guitarra y teclados
- Yoko Ono: teclados
- Jim Keltner: batería

### Elephant's Memory
- Wayne "Tex" Gabriel: guitarra principal
- John Ward: bajo
- Gary Van Scyoc: bajo
- Rick Frank: batería
- Adam Ippolito: teclados
- Stan Bronstein: saxofón